# 腹膜刺激症状
腹膜刺激症状（ふくまくしげきしょうじょう、英語: syndorome of peritoneal irritation）は、腹膜が刺激されている時に出る症状。

## 原因
感染 : 腹膜に感染、外傷、化学的刺激が起きると本症をきたす。虫垂炎や腹膜炎、子宮外妊娠など急性腹症で見られる症状。反跳痛、ブルンベルグ徴候、板状硬、腸雑音消失、ローゼンシュタイン徴候、ロブシング徴候などが見られる。

## 種類
腹膜刺激症状には以下のものがある。
反跳痛 (rebound tenderness)
内臓の炎症が腹壁に波及した際に見られる。腹壁を徐々に圧迫し、しばらくして急に手を離すと病変部に疼痛が出現する。
ブルンベルグ徴候 (Blumberg's sign)
急性虫垂炎による腹膜炎でマックバーニー点に起きる反跳痛。
ローゼンシュタイン徴候 (Rosenstein's sign)
左側臥位をとると仰臥位より増強する圧痛。
ロブシング徴候 (Rovsing's sign)
左下腹部の触診圧迫により右下腹部に感じる痛み。
筋性防御 (muscular defense)
別名、筋防御、筋性防衛（筋防衛）、デファンス（ディフェンス）。腹膜炎では腹壁の緊張が高まって腹壁を掌で圧迫すると板のように堅く感じる。肋間神経、腰神経を介して腹壁筋の緊張が反射的に亢進する。